# Maria Teresa Cabré
Maria Teresa Cabré i Castellví (connue comme Maria Teresa Cabré), née le 10 février 1947 à L'Argentera, est une linguiste espagnole. Elle est professeur émérite de linguistique et de terminologie à l'Université Pompeu-Fabra (UPF). Depuis 2021, elle préside l'Institut d'Estudis Catalans,.
Ses domaines d'expertise sont la lexicologie, la lexicographie, la terminologie et l'analyse du discours.

## Biographie
Maria Teresa Cabré i Castellví naît à L'Argentera, Baix Camp, Catalogne, en 1947.
Elle est titulaire d'une licence et d'un doctorat en philologie romane (1976). Elle est professeure à l'Université des îles Baléares de 1970 à 1971 et à l'Université de Barcelone de 1971 à 1993. Depuis 1994, elle enseigne la linguistique et la terminologie à l'Université Pompeu-Fabra (UPF). Elle est aussi directrice de TERMCAT (institut de terminologie catalane) de 1982 à 1988.
Elle dirige l'Institut universitaire de linguistique appliquée de l'Université Pompeu Fabra et depuis 2021 est directrice du Centre de référence en ingénierie linguistique (CREL) du Plan de recherche catalan. Elle est membre fondatrice du Réseau terminologique ibéro-américain (Riterm), du Réseau terminologique panlatin (Realiter) et du groupe spécialisé dans le lexique de l'European Association de recherche linguistique. Depuis 2019, elle est membre international du China Language Policy and Standardization Center. Elle est également membre du conseil consultatif d'AET, Termnet, Terminology, Sendebar et MOTS. À la tête de l'Institut d'études catalanes, elle a proposé la création d'un dictionnaire normatif pancatalan.

## Prix et distinctions
- 2007 : Prix international de terminologie Eugen Wüster (Vienne)[7]
- 2008 : Chevalier, Ordre des Arts et des Lettres[7]
- 2015 : Creu de Sant Jordi[8]
- 2018 : Docteur honoris causa, Université de Genève[9]
- Docteur honoris causa, Universidad Ricardo Palma, (Lima)[7]

## Œuvres choisies
- Terminología y cognición, 1980
- Lexicologia i semàntica, 1985
- Els diccionaris catalans, de 1940 a 1988, 1991
- Terminology : theory, methods, and applications, 1998
- Terminología y modelos culturales, 1999
- La terminología : representación y comunicación : elementos para una teoría de base comunicativa y otro artículos, 1999
- Textos de terminólogos de la Escuela Rusa, 2001
- La enseñanza de los lenguajes de especialidad : la simulación global, 2006
- Mots nous en català : una panoràmica geolectal = New words in Catalan : a diatopic view, 2014
- La Terminologia avui : termes, textos i aplicacions, 2018